# Skonto stadion
A Skonto stadion egy labdarúgó-stadion Rigában, Lettországban.
A Skonto Riga nevezetű helyi csapat és a lett labdarúgó-válogatott otthonául szolgál 2000 óta. Befogadóképessége: 9 500 fő számára biztosított.